# 唐格森
唐格森（1930年12月13日—2013年11月6日），男，汉族，辽宁海城人，中华人民共和国政治人物，曾任吉林省政协副主席，民革吉林省委主任委员，黄埔军校同学会副会长，第九届全国政协委员。